# معاملة المثليين في جزر توركس وكايكوس
قد يواجه الأشخاص من المثليين والمثليات ومزدوجي التوجه الجنسي والمتحولين جنسياً (اختصاراً: LGBT) في إقليم ما وراء البحار البريطانية جزر توركس وكايكوس تحديات قانونية لا يواجهها غيرهم من المغايرين جنسيا. أصبح النشاط الجنسي المثلي قانونيا في جزر توركس وكايكوس منذ عام 2001، والتمييز على أساس التوجه الجنسي محظور دستوريا. ومع ذلك، فإن زواج المثليين محظور دستوريًا.

## قانونية النشاط الجنسي المثلي
تم إلغءطاء تجريم النشاط الجنسي المثلي صراحة بموجب أمر صادر عن المجلس الخاص للمملكة المتحدة بموجب المادتين 3 (1) و 3 (7) من «قانون الأقاليم الكاريبية (القانون الجنائي)، 2000». والذي دخل حيز التنفيذ في 1 يناير 2001.
تلقى القانون تغطية إعلامية محلية كبيرة. ووصفت أكبر صحيفتين (كل واحدة منهما لأكبر حزبين سياسيين) القانون بأنه «إهانة لبلدنا» و «القانون سيسي».

## الاعتراف القانوني بالعلاقات المثلية

القوانين المتعلقة بالمثلية الجنسية في أمريكا الوسطى وجزر الكاريبي.
زواج المثليين
توفر شكل آخر من أشكال الاعتراف القانوني
شراكة غير مسجلة
الاعتراف بزواج المثليين المنعقد في الخارج
لا اعتراف قانوني بالعلاقات المثلية
حظر دستوري على زواج المثليين، عبر تقييد تعريف الزواج في الدستور إلى اتحاد بين رجل وامرأءة فقط
المثلية الجنسية غير قانونية، لكن القانون لايتم تطبيقه
المثلية الجنسية غير قانونية للرجال فقط
المثلية الجنسية غير قانونية للرجال والنساء

يعتبر زواج المثليين والاتحاد المدني غير قانونيين في جزر توركس وكايكوس. كما أن زواج المثليين محظور دستوريا، إذ تنص المادة 10 من الدستور على ما يلي:
لكل رجل وامرأة غير متزوج في سن الزواج (كما هو محدد بموجب أي قانون) الحق في الزواج من شخص مغاير وتأسيس أسرة.

## الحماية من التمييز
تحظر المادة 16 من الدستور التمييز على أساس التوجه الجنسي:
في هذا القسم، تعني كلمة «تمييزية» منح معاملة مختلفة لأشخاص مختلفين يعزى كليا أو بشكل رئيسي إلى أوصافهم مثل العرق أو الأصل القومي أو الاجتماعي أو الرأي السياسي أو غيره من الآراء أو اللون أو الدين أو اللغة أو العقيدة أو الارتباط بأقلية قومية أو ممتلكات أو جنس أو توجه جنسي أو ولادة أو أي وضع آخر يخضع بموجبه الأشخاص من هذا النوع لإعاقات أو قيود لا يخضع الأشخاص من هذا الوصف لأي شخص أو منحهم امتيازات أو مزايا لا تمنح لأشخاص من هذا النوع وصف.

## ظروف الحياة
تعتبر جزر توركس وكايكوس وجهة آمنة للسياح المثليين. يميل الأشخاص من مجتمع المثليين إلى عدم مواجهة مشكلات التمييز في المنتجعات والمناطق السياحية. معظم سكان جزر توركس وكايكوس متسامحون تمامًا للعلاقات المثلية. كما تم السماح للعديد من سفن الرحلات البحرية الخاصة بمجتمع المثليين بالمرور في الجزر.
لا توجد منظمات معروفة لحقوق المثليين في جزر توركس وكايكوس. وقد وصل العديد من برامج التعليم الحكومية حول فيروس نقص المناعة البشرية/الإيدز إلى الرجال المثليين.
رهاب المثلية في جزر تركس وكايكوس هو في الغالب ديني. بعد مرور الاقتراح 8 في كاليفورنيا، دعا العديد من الوعاظ الدينيين إلى حظر زواج المثليين دستوريا في قانون الجزيرة. عارضت الجماعات الدينية أيضا زيادة الوعي والوقاية من فيروس نقص المناعة البشرية/الإيدز، مدعين خطأ أن الرجال والنساء المغايرين لا يمكنهم الإصابة به.

## ملخص
| قانونية النشاط الجنسي المثلي                                                                  | (منذ عام 2001)                      |
| المساواة في السن القانوني للنشاط الجنسي                                                       | (منذ عام 2001)                      |
| قوانين مكافحة التمييز في التوظيف                                                              | (منذ عام 2011)                      |
| قوانين مكافحة التمييز في توفير السلع والخدمات                                                 | (منذ عام 2011)                      |
| قوانين مكافحة التمييز في جميع المجالات الأخرى (تتضمن التمييز غير المباشر، خطاب الكراهية)      | (منذ عام 2011)                      |
| قوانين مكافحة أشكال التمييز المعنية بالهوية الجندرية                                          | No                                  |
| زواج المثليين                                                                                 | (محظور دستوريا منذ عام 2011)        |
| الاعتراف القانوني بالعلاقات المثلية                                                           | No                                  |
| تبني أحد الشريكين للطفل البيولوجي للشريك الآخر                                                | No                                  |
| التبني المشترك للأزواج المثليين                                                               | No                                  |
| يسمح للمثليين والمثليات ومزدوجي التوجه الجنسي والمتحولين جنسيا بالخدمة علناً في القوات المسلحة | (المملكة المتحدة مسؤولة عن الدفاع)  |
| الحق بتغيير الجنس القانوني                                                                    | No                                  |
| علاج التحويل محظور على القاصرين                                                               | No                                  |
| الحصول على أطفال أنابيب للمثليات                                                              | No                                  |
| الأمومة التلقائية للطفل بعد الولادة                                                           | No                                  |
| تأجير الأرحام التجاري للأزواج المثليين من الذكور                                              | (غير قانوني للأزواج المغايرين كذلك) |
| السماح للرجال الذين مارسوا الجنس الشرجي التبرع بالدم                                          | No                                  |